# Gonna Be the Twin-Tail!!
Gonna Be the Twin-Tail!! (俺、ツインテールになります。?, Ore, tsuintēru ni narimasu., lett. "Diventerò una twin tail."), anche nota come OreTwi (俺ツイ?, OreTsui), è una serie di light novel scritta da Yume Mizusawa e illustrata da Ayumu Kasuga. Ventuno volumi sono stati pubblicati da Shogakukan, sotto l'etichetta Gagaga Bunko, dal 19 giugno 2012 al 18 novembre 2022. Un adattamento manga di Ryōta Yuzuki è stato serializzato sul Big Gangan di Square Enix tra il 25 agosto 2014 e il 25 giugno 2015. Un adattamento anime, prodotto da Production IMS e trasmesso via streaming da Crunchyroll sottotitolato in italiano, è andato in onda in Giappone dal 9 ottobre al 25 dicembre 2014.

## Trama
Sōji Mitsuka è un liceale ossessionato dall'acconciatura twin tail (doppia coda di cavallo) che un giorno incontra Twoearle, una misteriosa ragazza proveniente da un mondo parallelo che gli affida un'armatura nota come il Tail Gear. Grazie ad essa, Sōji potrà trasformarsi in una guerriera twin tail, il cui compito sarà quello di difendere la Terra da una forza malvagia desiderosa di catturare tutte le twin tail nel mondo.

## Personaggi
Sōji Mitsuka (観束 総ニ?, Mitsuka Sōji) / Tail Red (テイルレッド?, Teiru Reddo)
Doppiato da: Nobunaga Shimazaki, Sumire Uesaka (Tail Red)
Aika Tsube (津辺 愛香?, Tsube Aika) / Tail Blue (テイルブルー?, Teiru Burū)
Doppiata da: Yūka Aisaka
Erina Shindō (神堂 慧理那?, Shindō Erina) / Tail Yellow (テイルイエロー?, Teiru Ierō)
Doppiata da: Chinatsu Akasaki
Twoerle (トゥアール?, Tuāru)
Doppiata da: Maaya Uchida
Anko Isuna (善沙 闇子?, Isuna Anko) / Tail Black (テイルブラック?, Teiru Burakku)
Doppiata da: Yōko Hikasa

## Media

### Light novel
La serie di light novel è stata scritta da Yume Mizusawa con le illustrazioni di Ayumu Kasuga. Il primo volume è stato pubblicato da Shogakukan, sotto l'etichetta Gagaga Bunko, il 19 giugno 2012 e al 18 novembre 2022 ne sono stati messi in vendita in tutto ventuno. Nonostante il sedicesimo volume sia stato indicato inizialmente come conclusivo della serie, a fine gennaio 2019 viene rivelato che il diciassettesimo volume avrebbe visto l'apertura dell'arco narrativo finale, posticipando così l'effettivo termine della serie.
| Nº | Data di prima pubblicazione                | Data di prima pubblicazione                                                 | Data di prima pubblicazione |
| Nº | Giapponese                                 | Giapponese                                                                  |                             |
| -- | ------------------------------------------ | --------------------------------------------------------------------------- | --------------------------- |
| 1  | 19 giugno 2012                             | ISBN 978-4-09-451346-2                                                      |                             |
| 2  | 20 novembre 2012                           | ISBN 978-4-09-451375-2                                                      |                             |
| 3  | 19 marzo 2013                              | ISBN 978-4-09-451398-1                                                      |                             |
| 4  | 18 luglio 2013                             | ISBN 978-4-09-451424-7                                                      |                             |
| 5  | 18 dicembre 2013                           | ISBN 978-4-09-451454-4                                                      |                             |
| 6  | 18 giugno 2014                             | ISBN 978-4-09-451491-9                                                      |                             |
| 7  | 18 settembre 2014                          | ISBN 978-4-09-451508-4                                                      |                             |
| 8  | 18 dicembre 2014 (ed. regolare & limitata) | ISBN 978-4-09-451524-4 (ed. regolare) ISBN 978-4-09-451528-2 (ed. limitata) |                             |
| 9  | 17 aprile 2015                             | ISBN 978-4-09-451543-5                                                      |                             |
| 10 | 20 ottobre 2015                            | ISBN 978-4-09-451576-3                                                      |                             |
| 11 | 18 marzo 2016                              | ISBN 978-4-09-451599-2                                                      |                             |
| 12 | 18 ottobre 2016                            | ISBN 978-4-09-451635-7                                                      |                             |
| 13 | 18 agosto 2017                             | ISBN 978-4-09-451692-0                                                      |                             |
| 14 | 19 dicembre 2017                           | ISBN 978-4-09-451711-8                                                      |                             |
| 15 | 18 aprile 2018                             | ISBN 978-4-09-451729-3                                                      |                             |
| 16 | 18 ottobre 2018                            | ISBN 978-4-09-451754-5                                                      |                             |
| 17 | 19 marzo 2019                              | ISBN 978-4-09-451776-7                                                      |                             |
| 18 | 18 settembre 2019                          | ISBN 978-4-09-451809-2                                                      |                             |
| 19 | 18 febbraio 2020                           | ISBN 978-4-09-451829-0                                                      |                             |
| 20 | 18 dicembre 2020                           | ISBN 978-4-09-451876-4                                                      |                             |
| 21 | 18 novembre 2022                           | ISBN 978-4-09-453095-7                                                      |                             |

### Manga
L'adattamento manga di Ryōta Yuzuki, intitolato Ore, twintail ni narimasu. π, è stato serializzato sulla rivista Big Gangan di Square Enix dal 24 agosto 2014 al 25 giugno 2015. I vari capitoli sono stati raccolti in due volumi tankōbon, pubblicati rispettivamente il 18 dicembre 2014 e il 25 agosto 2015.

#### Volumi
| Nº | Data di prima pubblicazione | Data di prima pubblicazione | Data di prima pubblicazione |
| Nº | Giapponese                  | Giapponese                  |                             |
| -- | --------------------------- | --------------------------- | --------------------------- |
| 1  | 18 dicembre 2014            | ISBN 978-4-7575-4495-6      |                             |
| 2  | 25 agosto 2015              | ISBN 978-4-7575-4726-1      |                             |

### Anime
L'adattamento anime è stato annunciato sul quinto volume delle light novel il 18 dicembre 2013. La serie televisiva di dodici episodi, prodotta dalla Production IMS e diretta da Hiroyuki Kanbe, è andata in onda dal 9 ottobre al 25 dicembre 2014. Le sigle di apertura e chiusura sono rispettivamente Gimme! Revolution. di Maaya Uchida e Twintail Dreamer! (ツインテール・ドリーマー！?, Tsuintēru Dorīmā!) di Sumire Uesaka, Yuka Aisaka e Chinatsu Akasaki. In Italia la serie è stata resa disponibile da Crunchyroll a partire da gennaio 2016, mentre in America del Nord gli episodi sono stati trasmessi in streaming, in contemporanea col Giappone, dalla Funimation. In Australia e Nuova Zelanda, invece, i diritti sono stati acquistati dalla AnimeLab.

#### Episodi
| Nº | Titolo italiano Giapponese 「Kanji」 - Rōmaji                                                   | In onda          | In onda |
| Nº | Titolo italiano Giapponese 「Kanji」 - Rōmaji                                                   | Giapponese       |         |
| 1  | La Terra è un pianeta di twin tail 「地球はツインテールの星」 - Chikyū wa tsuintēru no hoshi    | 9 ottobre 2014   |         |
| 2  | Un mistero twin tail?! 「ツインテールな謎！？」 - Tsuintēru na nazo!?                           | 16 ottobre 2014  |         |
| 3  | Il maroso blu! Tail Blue 「青き怒濤！テイルブルー」 - Aoki dotō! Teiru Burū                     | 23 ottobre 2014  |         |
| 4  | La furiosa twin battle! 「激烈ツインバトル！」 - Gekiretsu tsuin batoru!                        | 30 ottobre 2014  |         |
| 5  | La terza guerra twin tail! 「三人目の戦士！」 - Sanninme no tsuintēru!                          | 6 novembre 2014  |         |
| 6  | Break Release!! Tail Yellow 「完全解放！テイルイエロー」 - Bureiku Rerīzu! Teiru Ierō           | 13 novembre 2014 |         |
| 7  | Un fervente debutto!! Dark Glassper 「熱烈見参！！暗黒眼鏡女子」 - Debyū!! Dāku Gurasupā        | 20 novembre 2014 |         |
| 8  | Erina, prima… 「慧理那、はじめての…」 - Erina, hajimete no…                                     | 27 novembre 2014 |         |
| 9  | Infrangi!! Chaotic Infinite 「打ち破れ！暗黒幻夢」 - Uchiyabure! Kaoshikku Infinitto            | 4 dicembre 2014  |         |
| 10 | Ma perché?! Sono assolutamente giù di tono 「なぜだ！？俺、絶不調」 - Naze da!? Ore, zetsufuchō | 11 dicembre 2014 |         |
| 11 | Crisi disperata per Red 「レッド絶体絶命」 - Reddo zettai zetsumei                              | 18 dicembre 2014 |         |
| 12 | Twin tail per sempre 「ツインテールよ永遠に」 - Tsuintēru yo towa ni                            | 25 dicembre 2014 |         |